# 台灣靈異事件
《台灣靈異事件》，1996年華視單元劇，由伍宗德領導，同德傳播製作。於1996年7月1日至2003年1月27日在華視主頻播出，共166個單元、335集（不含春節特別節目），台灣長壽單元劇之一，獲得高收視率，並被稱為「台灣版X檔案」。
1998年1月以劇名《靈異檔案》在香港亞洲電視本港台播出數個單元。

## 播出時間
| 播出頻道       | 國家／地區 | 播映日期                               | 播出時間                 | 備註                                                               |
| 華視           | 臺灣       | 1996年7月1日～2003年1月27日            |                          | 共播出166個單元、335集。                                           |
| 華視           | 臺灣       | 1998年1月26日                          | 21:30～23:30             | 臺灣靈異事件春節特別節目。                                         |
| 華視           | 臺灣       | 2000年2月7日                           | 21:00～23:00             | 臺灣靈異事件春節特別節目。                                         |
| 華視           | 臺灣       | 2001年1月22日                          | 21:00～23:00             | 臺灣靈異事件春節特別節目。                                         |
| 華視           | 臺灣       | 1999年1月25日、2月1日、2月8日、8月23日 |                          | 為該集劇後播放的靈異檔案單元。                                     |
| 華視           | 臺灣       | 2003年5月2日起                         | 每週一至週五10:30～12:00 |                                                                    |
| 八大戲劇台     | 臺灣       |                                        |                          |                                                                    |
| 亞洲電視本港台 | 香港       | 1998年1月12日起                        | 每週一至週五22:35～23:00 | 更名為《靈異檔案》，播出〈來世再見〉、〈你只能活一次〉等數個單元。 |

## 演員陣容

### 主要角色
| 演員   | 角色   | 介紹 | 登場單元                                |
| 謝祖武 | 尚智   | 尚智 刑事局偵一隊組長 官階為二線二星（第七序列職務） 警校第一名畢業 犯罪心理學博士 槍法精湛的射擊高手 講究科學與邏輯辦案，對所有怪力亂神保持尊敬與敬謝不敏的態度 後出國受訓。         | 第1單元~第81單元                        |
| 趙英華 | 王玉芳 | 王玉芳 刑事局偵一隊偵查員 官階為二線一星（第九序列職務） 自幼父母雙亡，在孤兒院長大，被養父王克明收養 有陰陽眼和特殊的感應能力，會利用這些能力來突破陷入膠著的案情 後出國受訓。       | 第1單元~第39單元                        |
| 汪建民 | 汪正明 | 汪正明 任職於刑事局偵一隊，曾調入特別隊 綽號「鐵頭」 能接受和理解一些異象，也常透過這些異象辦案 與明光相識並且交往。                                                                  | 第43單元~第166單元                      |
| 陳明真 | 柳文英 | 柳文英 原為交通大隊女警，因協助破案有功而調升至偵一隊擔任刑警 曾被歹徒襲擊，之後開始擁有「陰陽眼」的能力 在一次臥底任務中被歹徒識破，因而被殺害殉職。                                 | 第43單元~第69單元                       |
| 陳明真 | 明光   | 明光 報社記者 因長相與文英相似，曾被尚智和鐵頭誤認是文英死而復生 在名古屋空難中生還後開始擁有「感應之手」 和鐵頭相識後開始交往成為情侶 在發現自己罹患重症後出國治療，最終仍不幸病逝。 | 第77單元~第100單元                      |
| 賴暄妮 | 王小鳳 | 王小鳳 原為交通大隊女警，因屢次協助破案有功調入偵一隊 曾被鐵頭拉入刑事局特別隊 任務中曾被歹徒電擊(陰陽神眼單元)，之後開始擁有「陰陽眼」能力。                                         | 第83單元~第94單元 第97單元~第153單元    |
| 鈕承澤 | 王子   | 王子 原為基層員警，因擅離職守被革職，轉任動物園管理員 後破案立功恢復警察身分，被推薦進刑事局特別隊。                                                                                  | 第101單元~第116單元                     |
| 王冠勳 | 陳立威 | 陳立威 原為警備隊基層員警，後調入特別隊 綽號「小神童」，特別隊中年紀最小的菜鳥。 | 第102單元~第131單元 第150單元~第166單元 |

### 刑事局相關
| 演員   | 角色                  | 介紹 | 登場單元                                            |
| 管謹宗 | 刑事局督察 政風室主任 | 官階為二線三星（第六序列職務） 負責監督警察風紀和考核。 | 在一些單元中曾登場過                                |
| 唐川   | 偵一隊隊長            | 官階為二線三星（第六序列職務） 主要工作為指揮調度和配發任務，除特殊情況外，相當支持下屬的行動。                                                                       | 在劇中不定期登場                                    |
| 谷音   | 李委員                | 官階為三線二星（第三序列職務） 警政署刑事研究委員會委員，綽號「巫婆」，自稱有「他心通」可讀取他人的思緒 成立特別隊專門偵辦有靈異現象或久而未破的懸案 後遠赴美國進修。 | 第101單元~第105單元                                 |
| 張琴   | 李九妹                | 接替李委員擔任特別隊隊長 退休後開設「靈異追追追雜誌社」，專門報導一些懸案和冤案。                                                                                     | 第106單元~第116單元 第128單元起，在劇中不定期登場。 |
| 梁修身 | 方智遠                | 官階為一線四星（第十序列職務） 原為地方分局刑警，因破案有功被拔擢擔任偵一隊小隊長 曾因風紀問題被上級拒絕其加入偵一隊。(實為查案) 後屆齡退休。                         | 第85單元~第91單元                                   |
| 周宗旭 | 楊法醫                | 楊日崧 人物原形：法醫楊日松博士 刑事局資深法醫 人稱「楊青天」。 | 第39單元起，在劇中不定期登場。                      |

### 其他角色
| 演員   | 角色   | 介紹 | 登場單元                                       |
| 林光寧 | 老王   | 報社資深記者 王玉芳之乾爹 曾美麗之報社前輩和師父 經常向尚智和玉芳打探刑案消息，同時也會提供小道消息給警方 為人熱心，並且相信一些靈異現象。                      | 第1單元~第17單元                               |
| 游啟東 | 曾英雄 | 曾美麗之父 在南部擔任乩童。 | 第12單元~第41單元 第84單元。                   |
| 季芹   | 曾美麗 | 曾英雄之女 老王之徒弟 在報社擔任記者 八字只有一兩二，故有「一兩二」的綽號 因八字相當輕，所以經常遇到靈異現象 曾短暫出國進修，被學校退學後返國繼續擔任報社記者。 | 第11單元~第43單元 第61單元 第95單元~第96單元。 |
| 余采恩 | 蕭叮噹 | 「靈異追追追雜誌社」員工。 | 第129單元~第132單元                            |
| 商愛   | 商愛   | 有特異功能和預知未來的能力，後進入「靈異追追追雜誌社」擔任採訪記者。                                                                                            | 第150單元~第154單元 第157單元~第158單元。      |
| 王耀慶 | 林明義 | 加入特別隊的新進員警，曾參與臥底行動。 | 第165單元、第166單元                           |
| 謝金燕 | 潘春花 | 原為交通警察，為協助偵一隊調查案件而擔任臥底。 | 第166單元                                      |

## 單元列表
台灣靈異事件單元列表
- 第1單元 來世再見 上下兩集
- 第2單元 你只能活一次 上下兩集
- 第3單元 螂心 上下兩集
- 第4單元 暗夜哭聲 上下兩集
- 第5單元 飛頭傳奇上下兩集
- 第6單元 借屍還魂 上下兩集
- 第7單元 愛你到死 上下兩集
- 第8單元 前世相愛到今生 上下兩集
- 第9單元 推動搖籃的手 上下兩集
- 第10單元 無頭公案 上下兩集
- 第11單元 洗冤 上下兩集
- 第12單元 天堂路 上下兩集
- 第13單元  狼吻 上下兩集
- 第14單元 血案目擊者 上中下三集
- 第15單元 魔掌 上中下三集
- 第16單元 幽靈船 上中下三集
- 第17單元 我倆沒有明天 上下兩集
- 第18單元 電梯白骨情 上下兩集
- 第19單元 蠱女幽魂 上下兩集
- 第20單元 鬼妾 上下兩集
- 第21單元 帶子狼 上下兩集
- 第22單元 人皮倩影 上下兩集
- 第23單元 夢魘驚魂 上下兩集
- 第24單元 草鞋與寶劍 上下兩集
- 第25單元 生人勿近 上下兩集
- 第26單元 關公追殺令 上下兩集
- 第27單元 賭鬼老母 上下兩集
- 第28單元 飛越鬼門關 上下兩集
- 第29單元 鬼抬橋 上下兩集
- 第30單元 地獄之女 上下兩集
- 第31單元 鬼屋殺手 上下兩集
- 第32單元 尚智之死 上下兩集
- 第33單元 倩女幽魂 上下兩集
- 第34單元 變臉 上下兩集
- 第35單元 對不起!我要殺了你 上下兩集
- 第36單元 八家將 上下兩集
- 第37單元 蜘蛛女轉世 上下兩集
- 第38單元 靈異娃娃 上下兩集
- 第39單元 阿達與飛頭 上下兩集
- 第40單元 一見發財 上下兩集
- 第41單元 惡靈入侵 上下兩集
- 第42單元 哭泣的刺青 上下兩集
- 第43單元 碾玉觀音 上下兩集
- 第44單元 惡狼惡郎 上下兩集
- 第45單元 愛在驚聲尖叫時 上下兩集
- 第46單元 無線電有鬼 上下兩集
- 第47單元 桃花煞 上下兩集
- 第48單元 追命三太子 上下兩集
- 第49單元 猴精 上下兩集
- 第50單元 雙面女 上下兩集
- 第51單元 刃情 上下兩集
- 第52單元 鬼新娘 上下兩集
- 第53單元 鬼騙鬼 上下兩集
- 第54單元 鬼門開心驚驚 上下兩集
- 第55單元 小鬼搬家 上下兩集
- 第56單元 真假關公 上下兩集
- 第57單元 靈異家族 上下兩集
- 第58單元 夜半歌聲 上下兩集
- 第59單元 王母娘娘顯威風｜打鬼救母 上下兩集

1. 王母娘娘顯威風(上集)
2. 打鬼救母(下集)

- 第60單元 半夜鬼上床 上下兩集
- 第61單元 暫時停止呼吸 上下兩集

- 第62單元 靈異入侵 上下兩集

- 第63單元 判官筆 上下兩筆

- 第64單元 孝子棒 上下兩集

- 第65單元 鍾馗會說話 上下兩集

- 第66單元牽魂｜色膽包天 上下兩集

1. 牽魂(上)
2. 色膽包天(下)

- 第67單元 槓頂開花 上下兩集
- 第68單元 鬼面 上下兩集
- 第69單元 碾玉觀音-文英殉職 上下兩集
- 第70單元 女鬼託嬰 上下兩集
- 第71單元 惡魔房東 上下兩集
- 第72單元 還君明珠 上下兩集
- 第73單元 芋頭鬼與蕃薯鬼 上下兩集

- 第74單元 大刀鬼王 上下兩集
- 第75單元 陰陽魔界 上下兩集
- 第76單元 鬼帖 上下兩集
- 第77單元 天機 上下兩集
- 第78單元 五戒 上下兩集
- 第79單元 七夕 上下兩集
- 第80單元 鬼證 上下兩集
- 第81單元 憐鬼 上下兩集
- 第82單元 重生 上下兩集
- 第83單元 忠狗與人魔的戰爭 上下兩集
- 第84單元 貓女 單一集
- 第85單元 老將神兵 上下兩集
- 第86單元 魔父鬼子 上下兩集
- 第87單元 請別說愛我 上下兩集
- 第88單元 月光光心慌慌 上下兩集
- 第89單元 女八家將 上下兩集
- 第90單元 八仙過海 上下兩集
- 第91單元 老婆也瘋狂 上下兩集
- 第92單元 騙王之王 上下兩集
- 第93單元 連環鬼計 上下兩集
- 第94單元 冤枉啊大人 上下兩集
- 第95單元 第六感生死戀 上下兩集
- 第96單元 恨天鬼 上下兩集
- 第97單元 向媽祖喊冤 上下兩集
- 第98單元 白賊父母心 上下兩集
- 第99單元 鐵頭娶鬼妻 上下兩集

- 第100單元 72小時闖天關｜闖天關(明光永別了)上下兩集

1. 72小時闖天關(上集)
2. 闖天關(明光永別了)(下集)

- 第101單元 靈異特攻隊 上下兩集
- 第102單元 人骨拼圖 上下兩集
- 第103單元 猛男一條龍 上下兩集
- 第104單元 開心鬼放暑假 上下兩集
- 第105單元 家有賤鬼 上下兩集
- 第106單元 特異功能大決戰 上下兩集
- 第107單元 透明大俠客 上下兩集
- 第108單元 賭鬼賭鬼｜賭神賭鬼 上下兩集

1. 賭鬼賭鬼(上)
2. 賭神賭鬼(下)

- 第109單元 搶救鐵頭刑警 上下兩集
- 第110單元 小鳳懷孕了 上下兩集
- 第111單元 鬼才相信你 上下兩集
- 第112單元 搶錢家族 上下兩集
- 第113單元 玻璃心 上下兩集
- 第114單元 鬼戲連台 上下兩集
- 第115單元 紙新娘 上下兩集
- 第116單元 財神爺報到 上下兩集
- 第117單元 陰陽對對碰 上下兩集
- 第118單元 危險愛情遊戲｜致命的遊戲 上下兩集

1. 危險愛情遊戲(上集)
2. 致命的遊戲(下集)

- 第119單元 陰陽神眼 上下兩集
- 第120單元 苦海女神龍 上下兩集
- 第121單元 人骨燈籠 上下兩集
- 第122單元 魔法少女隊 上下兩集
- 第123單元 刀馬鍾馗 上下兩集
- 第124單元 女王蜂 上下兩集
- 第125單元 做鬼也英雄 上下兩集
- 第126單元 閻王印 上下兩集
- 第127單元 暫時停止呼吸 上下兩集
- 第128單元 靈異甜不辣 上下兩集
- 第129單元 靈異康樂隊 上下兩集
- 第130單元 真假仙 上下兩集
- 第131單元 幽靈剪刀手 上下兩集
- 第132單元 幽靈池 上下兩集
- 第133單元 驚驚拜金女 上下兩集
- 第134單元 幽靈車 上下兩集
- 第135單元 紅眼鬼新娘 上下兩集
- 第136單元 做鬼也瘋狂 上下兩集
- 第137單元 一本漫畫闖陰陽 上下兩集
- 第138單元 仙女棒 上下兩集
- 第139單元 狼夫鬼妻 上下兩集
- 第140單元 黑面媳婦 上下兩集
- 第141單元 針孔攝影機有鬼 上下兩集
- 第142單元 金包銀 上下兩集
- 第143單元 楊門女將 上下兩集
- 第144單元 樂透奇案 上下兩集

1. (樂透奇案(上)第一單元:小偷報明牌
2. 樂透奇案(上)第二單元:財神爺報到
3. 樂透奇案(上)第三單元:辣妹求明牌
4. 樂透奇案(下)第四單元:錢有四隻腳
5. 樂透奇案(下)第五單元:不出牌
6. 樂透奇案(下)第六單元:求生咖啡館

- 第145單元 魔妻 上下兩集
- 第146單元 假面兇手 上下兩集
- 第147單元 幽靈禁地 上下兩集
- 第148單元 巫術姊妹花 上下兩集
- 第149單元 龍兄虎弟 上下兩集
- 第150單元 菩薩唱歌了 上下兩集
- 第151單元 黑夜判官 上下兩集
- 第152單元 活見鬼 上下兩集
- 第153單元 灌籃高手 上下兩集
- 第154單元 換妻 上下兩集
- 第155單元 鬼月怪談之一 (夜路不可行) 單一集
- 第156單元 鬼月怪談之二 (別人的老公不可搶) 單一集
- 第157單元 鬼月怪談之三 (不要打電話給鬼) 單一集
- 第158單元 陰陽夫妻 上下兩集
- 第159單元 殺夫 上下兩集
- 第160單元 變臉復仇記 上下兩集
- 第161單元 危險女人香 上下兩集
- 第162單元 鐵頭的女兒 上下兩集
- 第163單元 幽靈肉粽 上下兩集
- 第164單元 鴛鴦禍水 上下兩集
- 第165單元 惡靈｜桃色魔女 共四集

1. 惡靈(一)
2. 桃色魔女(二)
3. 桃色魔女(三)
4. 桃色魔女(四)

- 第166單元 復仇 共四集

1. 復仇(一)
2. 復仇(二)
3. 復仇(三)
4. 復仇(四)

## 主題曲
| 片頭曲 1. 〈依靠〉 - 作詞：小蟲 作曲：朱立勛 演唱：任賢齊 2. 〈波羅蜜〉 - 作詞：許常德 作曲：譚日康 演唱：CD voice 3. 〈該給的愛〉 - 作詞：黎沸揮 作曲：梁鴻斌 演唱：呂方 4. 〈火花〉 - 作詞：陳曉娟 作曲：姚若龍 演唱：張學友 5. 〈台北不是傷心地〉 - 作詞：林明陽 作曲：瀧澤久健 演唱：張學友 6. 〈未了〉 - 作詞：厲曼婷 作曲：黃中原 演唱：錦繡二重唱 7. 〈感動〉 - 作詞：潘協慶 作曲：梁伯君 演唱：辛曉琪 8. 〈珍重〉 - 作詞：唐玉璇 作曲：凌偉文 演唱：鄭中基 9. 〈我是一隻魚〉 - 作詞：劉思銘 作曲：劉志宏 演唱：任賢齊 10. 〈為你飛〉 - 作詞：金星宏 作曲：金星宏 演唱：周雅芳 11. 〈心頭若寒〉 - 作詞：金星宏 作曲：金星宏 演唱：周雅芳 12. 〈碾玉觀音〉 - 作詞：余雪鴻 作曲：余長錚 演唱：周雅芳 13. 〈我真的可以〉 - 作詞：宏錫范 作曲：潘協慶 演唱：鄭中基 | 片尾曲 1. 〈依靠〉 - 作詞：小蟲 作曲：朱立勛 演唱：任賢齊 2. 〈掌心〉 - 作詞：王良宗 作曲：光良 演唱：無印良品 3. 〈愛已落空〉 - 作詞：陳佳明 作曲：劉錫明 演唱：劉錫明 4. 〈哭個痛快〉 - 作詞：小蟲 作曲：小蟲 演唱：任賢齊 5. 〈我需要你〉 - 作詞：徐林維國 作曲：金星宏 演唱：周雅芳 6. 〈一張信一朵花〉 - 作詞：張文夫 作曲：董家銘 演唱：周雅芳 7. 〈健忘〉 - 作詞：陳靜楠 作曲：潘協慶 演唱：周華健 8. 〈不要變〉 - 作詞：施人誠 作曲：潘協慶 演唱：任賢齊 9. 〈我不要〉 - 作詞：姚若龍 作曲：潘協慶 演唱：徐懷鈺 10. 〈情路咱來行〉 - 作詞：羅又華 作曲：羅又華 演唱：余帝、周雅芳 11. 〈碾玉觀音〉 - 作詞：余雪鴻 作曲：余長錚 演唱：余長錚 12. 〈碾玉觀音〉 - 作詞：余雪鴻 作曲：余長錚 演唱：周雅芳 13. 〈今夜我要為我哮〉 - 作詞：邱宏瀛 作曲：許慧貞 演唱：周雅芳 14. 〈這個位置留給你〉 - 作詞：十方 作曲：陳奐仁 演唱：鄭中基 15. 〈貪戀你的愛〉 - 作詞：金星宏 作曲：金星宏 演唱：周雅芳 16. 〈風一樣的男子〉 - 作詞：嚴云農 、丁曉雯 作曲：黎沸揮 演唱：陳曉東 17. 〈寂寞情路〉 - 作詞：徐林維國 作曲：金星宏 演唱：周雅芳 |

## 出版書籍
同德傳播分別於1996年及1997年將此劇部分單元改編成兩本同名書籍，共分上下冊，上集收錄〈愛你到死〉、〈你只能活一次〉、〈螂心〉、〈暗夜哭聲〉、〈飛頭傳奇〉與〈來世再見〉等六篇，並收錄不同人士談論自己平日的靈異經驗。下集則收錄〈前世相愛到今生〉、〈推動搖籃的手〉、〈洗冤〉、〈天堂路〉、〈狼吻〉，書末並收錄該單元演出演員專訪演出該單元的心路歷程與心得感想。
| 發行日期 | 書籍名稱      | 作者               | 出版社   | 語言     | ISBN            |
| 1996年   | 台灣靈異事件  | 同德電視節目製作群 | 平安文化 | 正體中文 | ISBN 957803122X |
| 1997年   | 台灣靈異事件2 | 同德電視節目製作群 | 平安文化 | 正體中文 | ISBN 9578031289 |

## 外部連結
- 台娛百科上的相关条目：台灣靈異事件
- 台灣靈異事件的Facebook專頁
- YouTube上的VOD台灣靈異事件播放列表
- YouTube上的完整版 警世劇場 台灣靈異事件HD播放列表
- LiTV立視線上影視 台灣靈異事件 （页面存档备份，存于）
- 四季線上4gTV 台灣靈異事件 （页面存档备份，存于）

## 作品的變遷
| 台灣 中華電視公司 華視主頻 | 台灣 中華電視公司 華視主頻                  | 台灣 中華電視公司 華視主頻 |
| -------------------------- | ------------------------------------------- | -------------------------- |
|                            | 台灣靈異事件 （1996年7月1日—2003年1月27日） |                            |
| —                          | —                                           |                            |

| 香港 亞洲電視本港台 星期一至五 22:35-23:00     | 香港 亞洲電視本港台 星期一至五 22:35-23:00 | 香港 亞洲電視本港台 星期一至五 22:35-23:00 |
| ---------------------------------------------- | ------------------------------------------ | ------------------------------------------ |
|                                                | 靈異檔案 （1998年1月12日—1998年1月30日）   |                                            |
| 中國財神胡雪巖 （1997年12月15日—1998年1月9日） | 蠟筆小新（重播） （1998年2月2日—待査）     |                                            |